# Mateo López Bravo
Mateo López Bravo fue un magistrado, jurisconsulto y arbitrista español del siglo XVII, escritor sobre materias económicas.

## Biografía
Se sabe fue gobernador de Sierra de Gata y luego, entre 1623 y 1627, alcalde de Casa y Corte y juez de obras y bosques. Como pensador económico y social se formó en el tacitismo. Según él, la prosperidad económica solo podía lograrse fomentando el trabajo, para lo cual era esencial castigar la mendicidad y favorecer la natalidad y el crecimiento demográfico. En 1616 publicó los dos volúmenes del De rege et regendi ratione libri duo ("Del rey y de la razón de gobernar"), dedicados al conde de Lemos, donde se atacaba a fondo el sistema económico-social de la España de su tiempo, y en 1627 añadió un tercero titulado De regendi ratione, sive de rerum copia liber tertius ("Del arte de gobernar o sobre la abundancia de los bienes, libro tercero").

## Obras
- De rege et regendi ratione libri duo, Madrid, 1616; una segunda edición (Madrid, viuda de Luis Sánchez, 1627) agrega, bajo el título De rege et regendi ratione libri tres un tercer tomo, De regendi ratione, sive de rerum copia, liber tertius "Del arte de gobernar o sobre la abundancia de los bienes, libro tercero". Hay edición y estudio moderno del hispanista francés Henry Méchoulan, con traducción de Antonio Pérez Rodríguez, Mateo López Bravo: un socialista español del siglo XVII. Introducción y edición del De rege et regendi ratione, Madrid: Ed. Nacional, 1977.